# Комба
Комба (фр. Combas) насеље је и општина у јужној Француској у региону Лангдок-Русијон, у департману Гар која припада префектури Ним.
По подацима из 2011. године у општини је живело 581 становника, а густина насељености је износила 36,22 становника/km². Општина се простире на површини од 16,04 km². Налази се на средњој надморској висини од 103 метара (максималној 274 m, а минималној 55 m).

## Демографија
| 1962. | 1968. | 1975. | 1982. | 1990. | 1999. | 2011. |
| ----- | ----- | ----- | ----- | ----- | ----- | ----- |
| 258   | 287   | 313   | 357   | 381   | 433   | 581   |

График промене броја становника у току последњих година